# Karl Popper
Sir Karl Raimund Popper (Vienna, 28 luglio 1902 – Londra, 17 settembre 1994) è stato un filosofo ed epistemologo austriaco naturalizzato britannico.
Popper è anche considerato un filosofo politico di statura considerevole, liberale, difensore della democrazia e dell'ideale di libertà e avversario di ogni forma di totalitarismo. Egli è noto per il rifiuto e la critica dell'induzione.
(Karl Popper, Conoscenza oggettiva: un punto di vista evoluzionistico.)

## Biografia

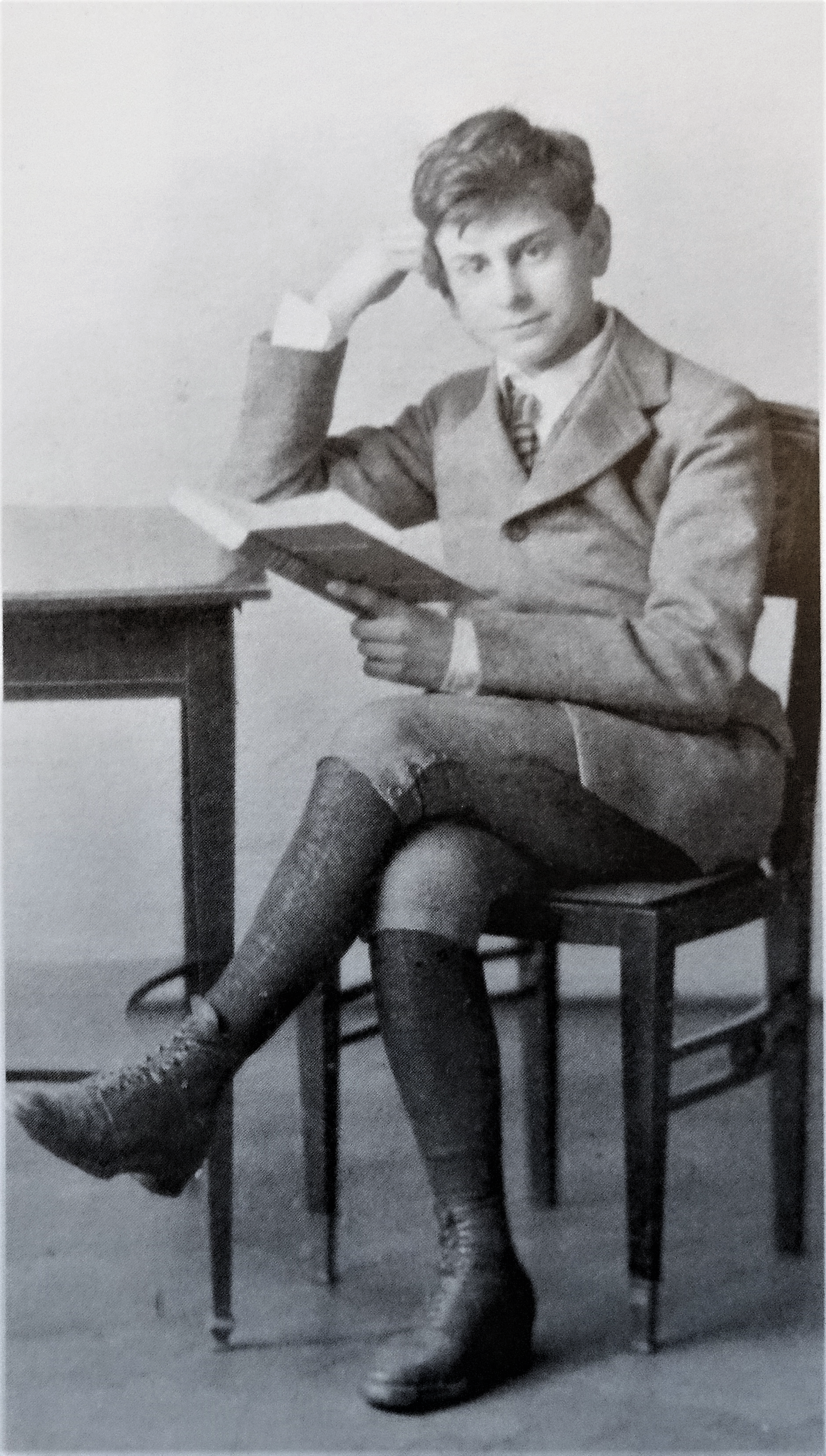
Karl Popper all'età di quindici anni

Nato a Vienna nel 1902 da una famiglia ebraica della media borghesia, Karl Popper studia presso l'Università di Vienna. Nella prima gioventù rimane attratto dal marxismo e di conseguenza entra a far parte dell'Associazione degli Studenti Socialisti, diventando anche membro del Partito Socialdemocratico d'Austria, partito che a quel tempo aveva adottato pienamente l'ideologia marxista. Deluso dalle restrizioni filosofiche imposte dal materialismo storico di Marx, abbandona l'ideologia marxista, accorgendosi di aver «accettato acriticamente, dogmaticamente, un credo pericoloso», rimanendo da allora in poi un sostenitore del liberalismo sociale per tutta la sua vita.
In particolare il 1919 è l'anno che lo costringe a rivedere le sue convinzioni ideologiche: assistendo a una conferenza di Einstein a Vienna, riferisce di essere rimasto «sbalordito» nel vedere messe in crisi «la meccanica di Newton e l'elettrodinamica di Maxwell» che fino allora «erano accettate fianco a fianco come verità indubitabili». Popper viene colpito dal modo in cui Einstein andava alla ricerca di esperimenti cruciali, sfidando gli scienziati a sottoporre la sua teoria generale della relatività alla prova spettroscopica, dichiarando che «se non esistesse lo spostamento delle righe spettrali verso il rosso a opera del campo gravitazionale, allora la teoria della relatività generale risulterebbe insostenibile».
(K. R. Popper La ricerca non ha fine. Un'autobiografia intellettuale (1976), Armando, 1997)
Nel 1928 consegue il dottorato in Filosofia e tra il 1930 e il 1936 insegna nelle scuole secondarie. Nel 1937, in seguito all'avvento del nazismo decide di emigrare in Nuova Zelanda per via delle sue origini ebraiche, e diventa docente di filosofia presso l'Università di Canterbury a Christchurch. Nel 1946 si trasferisce nel Regno Unito, dove insegna logica e metodo scientifico alla London School of Economics e diventa professore nel 1949.

### Amicizia e collaborazione con von Hayek
Sviluppa intanto una forte amicizia con l'economista liberale della scuola austriaca Friedrich von Hayek. Condividendo l'idea che le ideologie del nazismo e del socialismo siano accomunate dallo stesso errore metodologico di fondo, le due grandi menti si influenzano a vicenda, sentendosi uniti nella loro lotta al totalitarismo. Nel 1944 Popper, in una lettera diretta a von Hayek, scrive: «Penso di aver appreso da te più di quanto qualsiasi altro pensatore mi abbia trasmesso, eccetto forse Alfred Tarski». Popper dedica a von Hayek la pubblicazione intitolata Conjectures and Refutations (1963); successivamente von Hayek ricambia il favore dedicando a Popper Studies in Philosophy, Politics, and Economics, e scrivendo che «sin dalla pubblicazione del 1934 di Logik der Forschung aderii completamente alla teoria generale metodologica popperiana».
Popper rimane inoltre profondamente grato a Hayek per avergli salvato la vita intellettuale, come scrive a più riprese nelle sue lettere all'amico: grazie a Hayek furono pubblicati (pur non senza fatica) La società aperta e Miseria dello storicismo, e grazie a Hayek Popper fu chiamato alla London School of Economics quando aveva già quasi abbandonato la speranza di lasciare la Nuova Zelanda, dove, prima della seconda guerra mondiale, aveva trovato la cattedra che gli aveva consentito di emigrare dall'Austria, grazie allo stesso Hayek.

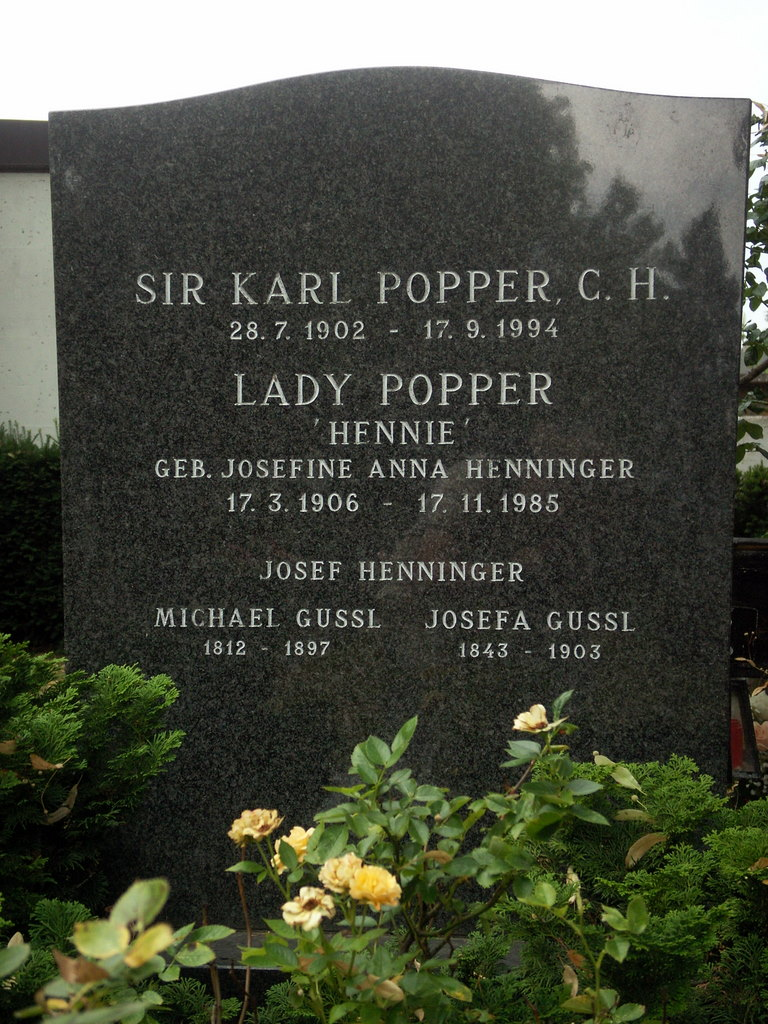
Immagine della lapide di Karl Popper e della moglie a Vienna, Austria

### Ultimi anni
Proclamato cavaliere con annesso titolo di Sir dalla regina Elisabetta II nel 1965, Karl Popper nel 1976 è ammesso come membro alla Royal Society. Egli si ritira dall'insegnamento nel 1969 ma rimane intellettualmente attivo fino al 1994, anno della sua morte. Durante la sua vita Popper viene insignito di diversi riconoscimenti, tra cui il Premio Lippincott dell'American Political Science Association, il Premio Sonning, la Medaglia Otto Hahn per la Pace e l'ingresso alla Royal Society, alla British Academy, alla London School of Economics, al Kings College di Londra e al Darwin College di Cambridge. Anche l'Austria gli riserva diversi riconoscimenti.

## Pensiero

### Scienza: problemi, congetture, confutazioni

#### Il razionalismo critico e la contraddizione
Per descrivere il proprio approccio filosofico alla scienza, Popper ha coniato l'espressione razionalismo critico, che implica il rifiuto dell'empirismo logico, dell'induttivismo e del verificazionismo. Egli afferma che le teorie scientifiche sono proposizioni universali, espresse al modo indicativo della certezza, la cui verosimiglianza può essere controllata solo indirettamente a partire dalle loro conseguenze. La conoscenza umana quindi, è di natura congetturale e ipotetica, e trae origine dall'attitudine dell'essere umano a risolvere i problemi in cui si imbatte, quando cioè appare una contraddizione tra quanto previsto da una teoria e i fatti osservati.
In tal senso la contraddizione svolge un ruolo fondamentale per il progresso scientifico, che non è stimolato dalla semplice osservazione empirica: gli uomini infatti, e così pure gli animali, non pensano in termini induttivi, come ritenevano erroneamente Bacone e John Stuart Mill, ma partono da modelli mentali speculativi che fanno da guida alle loro esperienze, attraverso un processo continuo di tentativi ed errori.

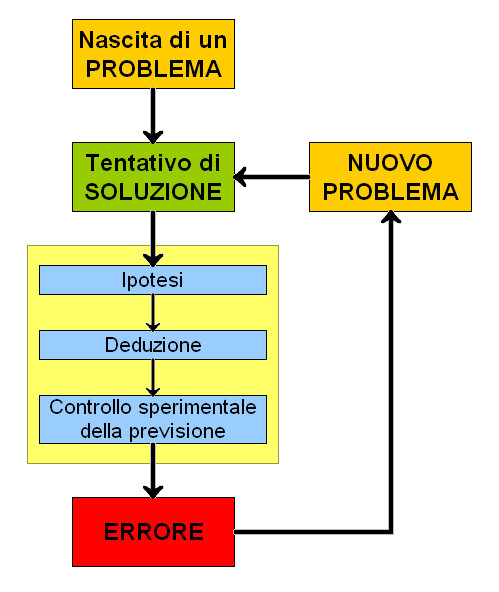
I tre passaggi attraverso cui procede la conoscenza umana: Problema, Congettura, Contraddizione.

#### Osservazione e teoria
Non esistono fonti della conoscenza migliori o peggiori di altre. L'intuito, l'immaginazione, le idee preconcette, soprattutto quelle più ardite, sono anzi spesso all'origine di una teoria scientifica, perché nella scienza non basta "osservare": bisogna saper anche cosa osservare.
L'osservazione non è mai neutra, ma è sempre intrisa di teoria, al punto che risulta impossibile distinguere i "fatti" dalle "opinioni". Secondo Popper, seguace infatti della rivoluzione copernicana di Kant e della differenza che questi poneva tra fenomeno e noumeno, anche in ogni approccio presunto "empirico" la mente umana tende inconsciamente a sovrapporre i propri schemi mentali, con le proprie categorizzazioni, alla realtà osservata. Poiché non possediamo mai fatti, ma sempre solo opinioni, ne consegue il carattere meramente congetturale, e quindi fallibile, della scienza:
(K. Popper, Logica della scoperta scientifica, V, 30)
Ciò non vuol dire affatto che occorra rinunciare alla ricerca della verità oggettiva, perché, proprio grazie agli errori, abbiamo la possibilità di approssimarci idealmente a essa, attraverso un costante processo evolutivo di eliminazione del falso. La verità è da ammettere cioè come ideale regolativo che rende possibile l'azione dello scienziato e le dà un senso.
(K. Popper, Congetture e confutazioni, Il Mulino, Bologna 1972, p. 338)

#### Verità e certezza
Rispetto al noumeno kantiano, giudicato inconoscibile dal filosofo di Königsberg, Popper sembra quindi distinguere tra la possibilità oggettiva di approdare alla verità, ciò che può avvenire anche per caso, e la consapevolezza soggettiva di possederla, che invece non si ha mai. Così, per esempio, la teoria einsteiniana della relatività potrebbe effettivamente corrispondere alla realtà (noumenica), senza che tuttavia se ne abbia mai umana certezza, essendo impossibile una prova definitiva. Non potremo mai avere la certezza di essere nella verità, ma solo nell'errore.
(Karl R. Popper, Congetture e confutazioni, prefazione italiana, 1985)

#### Verificazione e falsificabilità
Popper pone quindi al centro dell'epistemologia la fondamentale asimmetria tra verificazione e falsificazione di una teoria scientifica: infatti, per quanto numerose possano essere, le osservazioni sperimentali a favore di una teoria non possono mai provarla definitivamente e basta anche solo una smentita sperimentale per confutarla. Da singoli casi particolari non si potrà mai ricavare una legge valida sempre e in ogni luogo, proprio perché non possiamo fare esperienza dell'universale. L'universalità è invece qualcosa di a-priori che noi proiettiamo sulla realtà.
La falsificabilità è anche il criterio di demarcazione tra scienza e non scienza: una teoria è scientifica se, e solo se, essa è falsificabile. Che una teoria sia falsificabile significa che deve essere espressa in forma logica e deduttiva, tale da partire da un asserto universale per ricavarne, in maniera rigidamente concatenata, una conseguenza particolare: la sua veridicità deve essere controllabile empiricamente.
Questo presupposto, oltre a rifarsi in gran parte all'approccio sintetico-deduttivo di Kant, che aveva fatto dell'Io il legislatore della natura, si basa sulla concezione aristotelico-tomista della verità come «corrispondenza ai fatti», recuperata da Alfred Tarski:
(Popper, Sulla logica delle scienze sociali, in Dialettica e positivismo in sociologia, Einaudi, Torino 1972)

#### Scienza e metafisica
L'ideale della corrispondenza ai fatti è un ideale regolativo che guida lo scienziato attraverso lo strumento della logica formale: per esempio, due proposizioni in conflitto tra loro non possono essere entrambe vere. La logica di per sé non dà alcuna garanzia di verità, poiché, se essa parte da premesse false, anche il risultato finale sarà falso. Essa rimane uno strumento, che tuttavia permette di valutare anche quelle proposizioni – per esempio di tipo metafisico, prive di riscontro empirico – sulla base della loro intima coerenza razionale, consentendo di scartare quelle palesemente irrazionali. In polemica con l'opinione prevalente nel Circolo di Vienna, le affermazioni metafisiche hanno quindi per Popper perfettamente senso, cioè significato. La scienza stessa, lungi dall'avere un carattere totalizzante, si fonda su paradigmi metafisici, storicamente succedutisi.
(Karl Popper, Congetture e confutazioni, Il Mulino, Bologna 1972)
Popper quindi da un lato condanna l'essenzialismo, che a suo avviso non serve ad affrontare né a risolvere problemi, ma d'altro lato attribuisce kantianamente alla metafisica, se correttamente intesa, la funzione di stimolo al progresso scientifico.

#### Le false scienze
Anche l'ideale della «falsificabilità» e della «corrispondenza ai fatti», del resto, ha natura metafisica, potendo essere abbracciato in ultima analisi solo per motivi di ordine etico. È quindi essenzialmente sul terreno dell'onestà intellettuale che Popper rivolge un duro attacco alle pretese di scientificità della psicoanalisi e del materialismo dialettico del marxismo, dal momento che queste teorie, per via della loro irrazionalità, non possono essere falsificate.
In particolare, il danno prodotto dalla mentalità marxista, derivante a sua volta da quella hegeliana, consiste nella presunzione che le contraddizioni, anziché rappresentare un problema e quindi un limite, non sarebbero affatto da evitare: ogni verità sarebbe relativa all'epoca storica che la produce, ragion per cui si avrebbero anche più verità in contrasto tra loro che, anziché escludersi, convivrebbero in forma "dialettica": un pensiero che sfocia nel relativismo andando contro il canone principale della ricerca scientifica, che è quello di accettare le confutazioni.
La dialettica della tesi e dell'antitesi dovrebbe servire proprio a testimoniare l'incoerenza di una teoria e a falsificarla: a tal fine le contraddizioni sono molto importanti, ma non al punto da spingerci a sovvertire la logica formale. Presupposto della falsificabilità è infatti che una teoria sia dotata di senso logico-razionale. Sostenendo invece che la realtà è intimamente contraddittoria, come ha fatto Hegel, seguito da Marx, ci si sottrae con fare disonesto al rischio stesso di poter essere confutati.
(Karl R. Popper, La società aperta e i suoi nemici, vol. II, Hegel e Marx falsi profeti, dalla IV di copertina)
Non è dalle confutazioni che occorre difendersi, ma dalla convinzione di ritenere una teoria indubitabile:
(K. R. Popper, Conoscenza oggettiva, da La teoria del pensiero oggettivo, Armando 1975)

### Democrazia e sistemi totalitari

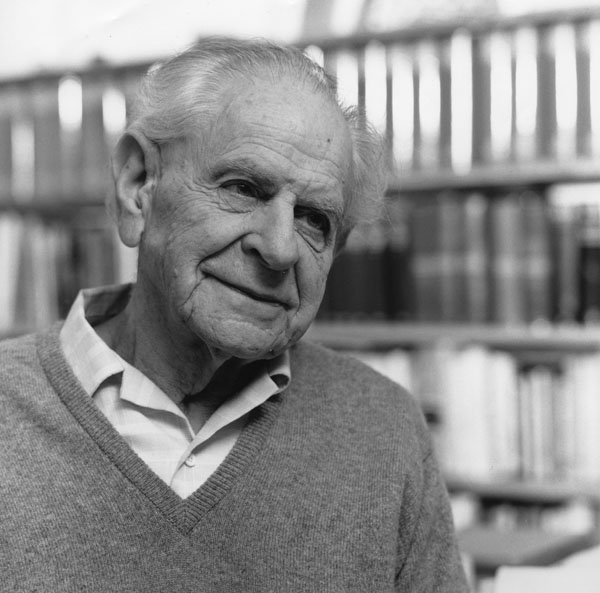
Karl Popper (1980)

Il metodo critico-deduttivo dovrebbe guidare per Popper non solo la scienza, ma anche l'agire politico. In Miseria dello storicismo e in La società aperta e i suoi nemici, egli, rispettivamente,  critica lo storicismo e difende lo stato democratico e liberale. Per lo storicismo la storia si sviluppa inesorabilmente e necessariamente secondo leggi razionali. Secondo Popper lo storicismo è il principale presupposto teorico di molte forme di autoritarismo e totalitarismo.

#### Critica dello storicismo
Di conseguenza egli attacca lo storicismo, osservando che esso si fonda su una concezione erronea della natura delle leggi e delle previsioni scientifiche. Dal momento che la crescita della conoscenza umana è un fattore causale nell'evoluzione della storia umana e che "nessuna società può predire scientificamente il proprio futuro livello di conoscenza", non può esistere una teoria predittiva della storia umana. Popper si schiera dalla parte dell'indeterminismo metafisico e storico.

#### Critica del determinismo
Anche il determinismo fisico è duramente contestato da Popper, sia dal punto di vista scientifico, sia come presupposto epistemologico del totalitarismo. Esso ignora la cosiddetta legge di Hume, e al pari dello storicismo finisce per confondere il piano della libertà, costituito dagli ideali delle persone, con quello della necessità, dominato dai fatti, laddove Marx ed Engels, presentando la propria ideologia come "scientifica", hanno proprio ingannevolmente sovrapposto un corso finalistico alle maglie del corso causale degli eventi. Atteggiandosi a falsi profeti, hanno ignorato la distinzione tra fatti e valori, tra cause e fini etici, prospettando la società «dei liberi e degli uguali» come il traguardo inevitabile della storia. Da allora tuttavia il marxismo, anziché anticipare gli eventi, ha cercato di sopravvivere adeguandosi a essi, configurandosi nella maggior parte dei casi come
(Karl R. Popper, La società aperta e i suoi nemici, vol. II, Hegel e Marx falsi profeti, dalla IV di copertina)

#### Riformismo e società aperta
Invece di prospettare cambiamenti radicali della società, come induce a fare il marxismo, il modo più costruttivo e conveniente per migliorare l'attuale stato delle cose è quello riformista, che adotti di volta in volta le soluzioni più adatte alla situazione contingente. Per questo occorre difendere, se necessario anche con la forza, la libertà e il pluralismo, perché solo la libera discussione critica consente di sviscerare gli errori e affrontare più efficacemente i problemi.
(Karl R. Popper, La società aperta e i suoi nemici, vol. I, Platone totalitario, dalla IV di copertina)

Sempre nella stessa opera specifica che:
In questo caso Popper riprende posizioni di Voltaire espresse nel Trattato sulla tolleranza.

#### Critica dello scientismo
In maniera simile a von Hayek, Popper espresse una forte critica anche nei confronti del razionalismo costruttivista su cui si fonda lo scientismo, intravedendovi il presupposto del totalitarismo. Lo scientismo infatti, basato su un'imitazione servile del metodo scientifico, non tiene conto che la scienza non procede passivamente per induzione, ma è sempre il frutto dell'inventiva umana, e dunque occorre rivalutare il ruolo fondamentale che in essa assumono altre forme di pensiero come quello intuitivo o metafisico.
(Karl Popper, Simposio)
Popper considerava un grande pericolo la passività tecnica tipica dell'addestramento scientifico, temendo «l'eventualità che ciò divenga una cosa normale, proprio come vedo un grande pericolo nell'aumento della specializzazione, che è anch'esso un fatto storico innegabile: un pericolo per la scienza e, in verità, anche per la nostra civiltà».

## Critiche ed evoluzioni del falsificazionismo
Alcune critiche sono state mosse alle tesi di Popper. Una è la tesi di Quine-Duhem da cui deriva che è impossibile controllare una singola ipotesi, dal momento che ogni ipotesi fa parte di un apparato teorico più ampio. Di fronte a un controesempio è l'intero apparato teorico che risulta confutato senza che si possa sapere quale ipotesi deve essere sostituita. Si prenda per esempio la scoperta del pianeta Nettuno: quando si scoprì che il moto di Urano non corrispondeva alle previsioni fondate sulla teoria di Newton, fu la proposizione "Ci sono sette pianeti nel sistema solare" a essere rigettata e non le leggi di Newton. Popper discute questa critica nella Logica della scoperta scientifica. Secondo Popper, le teorie scientifiche sono accettate e rifiutate in base a una sorta di selezione naturale. Le teorie che permettono di fare previsioni sulla realtà devono essere preferite a parità di evidenza sperimentale; più una teoria è applicabile, maggiore è il suo valore. Per questo le leggi newtoniane devono essere preferite alle teorie circa il numero dei pianeti che ruotano attorno al Sole.
Popper rinuncia alla possibilità di una conoscenza necessaria e incontrovertibile del mondo reale e afferma che il valore della falsificazione è di portare a teorie sempre più grandi e complesse in grado di spiegare un maggior numero di fenomeni e fornire gli strumenti per il loro controllo.
La falsificazione porta a sostituire un'ipotesi con un'altra teoria più complessa e restrittiva, che limita l'ambito di applicabilità della teoria, dovendosi escludere quello in cui è stata falsificata. Un approccio corretto cerca di trovare un'ipotesi che porti a cambiare anche il contenuto della teoria, ovvero equazioni e proposizioni conseguenti da controllare in modo che così riformulate non siano falsificate nemmeno nel contesto che ha portato a escluderle.
Thomas Kuhn nel suo libro La struttura delle rivoluzioni scientifiche osserva che nel loro lavoro gli scienziati seguono paradigmi piuttosto che il metodo falsificazionista.
Un allievo di Popper, Imre Lakatos, ha tentato di riconciliare il lavoro di Kuhn con il falsificazionismo, osservando che la scienza progredisce attraverso la falsificazione di programmi di ricerca: una teoria viene abbandonata non quando è contraddetta da un evento, ma quando viene sostituita da una nuova teoria in grado di spiegarlo. In sostanza l'approccio di Lakatos si distanzia da Popper quando dichiara che una teoria scientifica può essere falsificata solo da una nuova teoria, che includa la spiegazione dei fatti spiegati dalla teoria precedente, ma ampli la sua applicabilità a nuovi fenomeni.
Un altro allievo di Popper, Paul Feyerabend, ha rifiutato la forzatura teorica del monismo metodologico, come erroneo e anti-empirista, proponendo invece il pluralismo metodologico di una scienza che sia sempre contesto-dipendente. Qualcuno considera Popper abbondantemente sopravvalutato, tra cui lo stesso Feyerabend, appartenente alla "New Philosophy of Science" con Norwood Russell Hanson, Thomas Kuhn e Imre Lakatos. Feyerabend, che nel suo Dialogo sul metodo, definisce Popper "un pedante", imposta il suo approccio all'epistemologia in modo più ampio, a partire dalla sua opera fondamentale (ma scritta in tono provocatorio) Contro il metodo. In tale libro, che propone "un anarchismo epistemologico", Feyerabend tenta di analizzare e demolire le teorie di Popper, sostenendo come la falsificazione non sia mai stata realmente applicata dagli scienziati. In aggiunta viene criticato l'approccio classico degli epistemologi, tendente a ricostruire a posteriori un metodo che in realtà (secondo lui) non esiste in senso assoluto, alla luce anche delle numerose scoperte casuali nella storia della scienza, sia pure molte su base sperimentale. Feyerabend approfondisce le sue idee nelle opere successive, chiarendo che un metodo, se esiste, è ben più complesso di quanto illustrato da Popper, e che la validità del metodo è comunque legata alla storia. Praticamente, si associa il realismo al relativismo culturale.
Altri, alla falsificazione in toto popperiana contrappongono la teoria della confermabilità di Rudolf Carnap, con alcune modifiche: un esponente di tale linea di pensiero è Donald Gillies. Feyerabend ha anche accusato Popper di mancanza di originalità di pensiero: le sue idee non sarebbero che una derivazione poco brillante di quelle dei grandi filosofi liberali del XIX secolo e in particolare di John Stuart Mill ("la filosofia di Popper [...] non è altro che un pallido riflesso del pensiero di Mill").
Gli attacchi di Popper allo storicismo, all'olismo e alla scientificità della psicoanalisi e del marxismo hanno indotto i teorici della Scuola di Francoforte a considerare che le scienze sociali e umane, come la psicoanalisi, la sociologia e l'economia, su cui si fonda in parte il marxismo, hanno un loro rigore di metodo, per quanto caratterizzato da relativa incertezza rispetto alle scienze naturali. Anche in tali campi esistono criteri per stabilire cosa è frutto di una seria analisi scientifica e cosa è asserzione arbitraria. In quanto Karl Marx e Sigmund Freud utilizzarono metodi ritenuti rigorosi al loro tempo e cercarono di verificare empiricamente le loro teorie, in tanto i loro lavori possono essere considerati scientifici e suscettibili di errore e falsificazione.
Karl Popper, osservando il degrado verso cui la società si stava indirizzando sul finire del millennio per via dell'impetuosa presenza mediatica nella vita della gente, aveva avanzato una proposta: esigere una patente per poter lavorare in una TV, in modo da preservarne a tutti i costi il carattere formativo. La proposta ottenne un plauso generale, tuttavia non ebbe alcun seguito.

### Popper in Italia

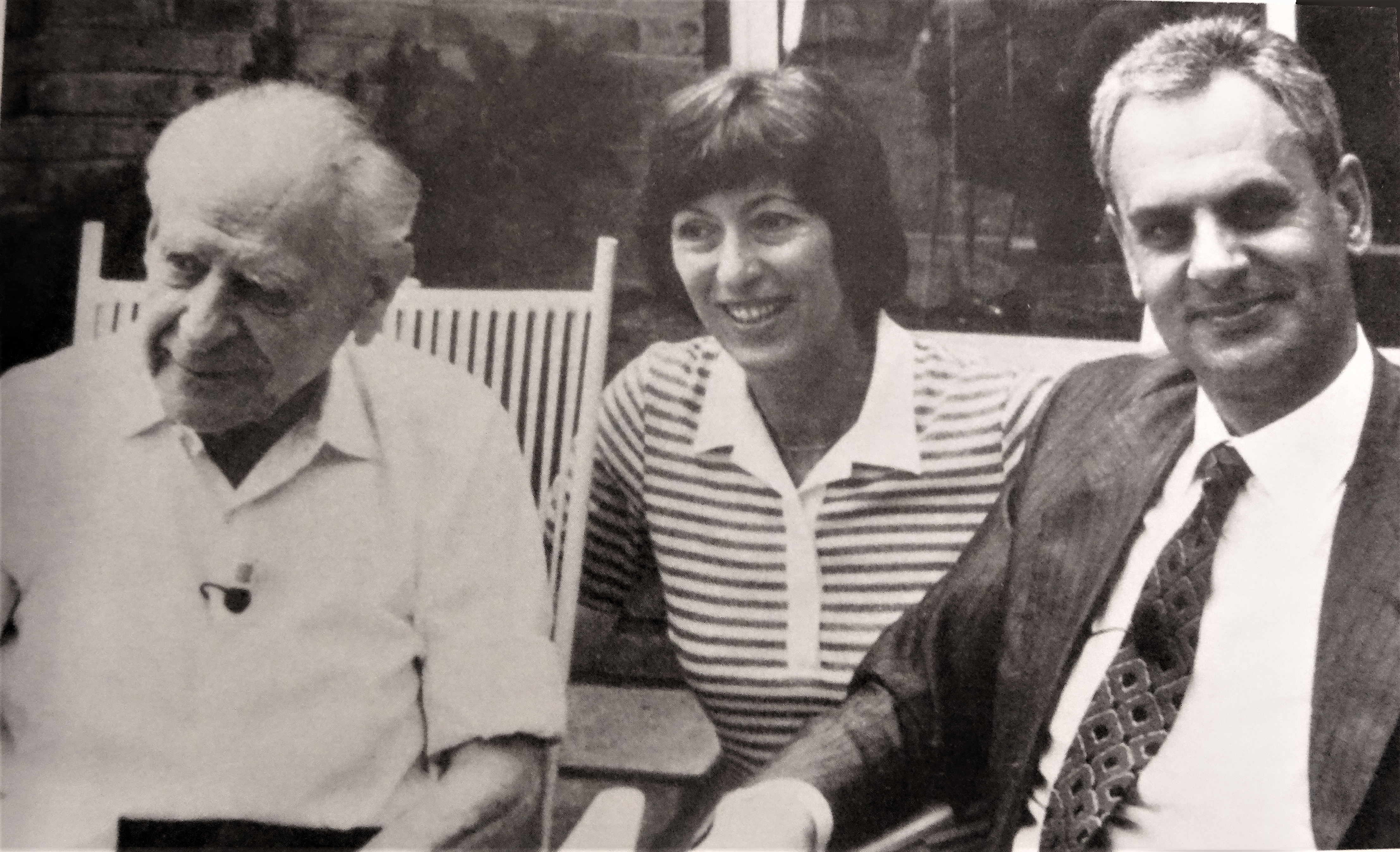
Karl Popper con Melitta Mew e Marcello Pera

Alcuni aspetti del pensiero di Popper furono introdotti in Italia intorno agli anni sessanta, da parte di esponenti dell'area neo-illuminista o da marxisti come Geymonat, più che altro in funzione anti-metafisica. Si deve tuttavia a Dario Antiseri la crescita della sua notorietà nei due decenni successivi, con la pubblicazione di numerose opere e l'avvio di un acceso dibattito sulla sua figura.
Tra i suoi critici si schierò lo stesso Ludovico Geymonat, il quale, pur condividendo inizialmente l'anti-idealismo di Popper, tenne a far sapere sulla rivista sovietica Voprosy Filosofii che vi era la «più manifesta e totale incompatibilità» tra il proprio marxismo e l'epistemologia popperiana.
Geymonat introdusse in Italia le opere dei critici di Popper come Thomas Kuhn. Tra i critici di area liberale si segnala invece l'intellettuale Marcello Pera.

## Opere tradotte in italiano

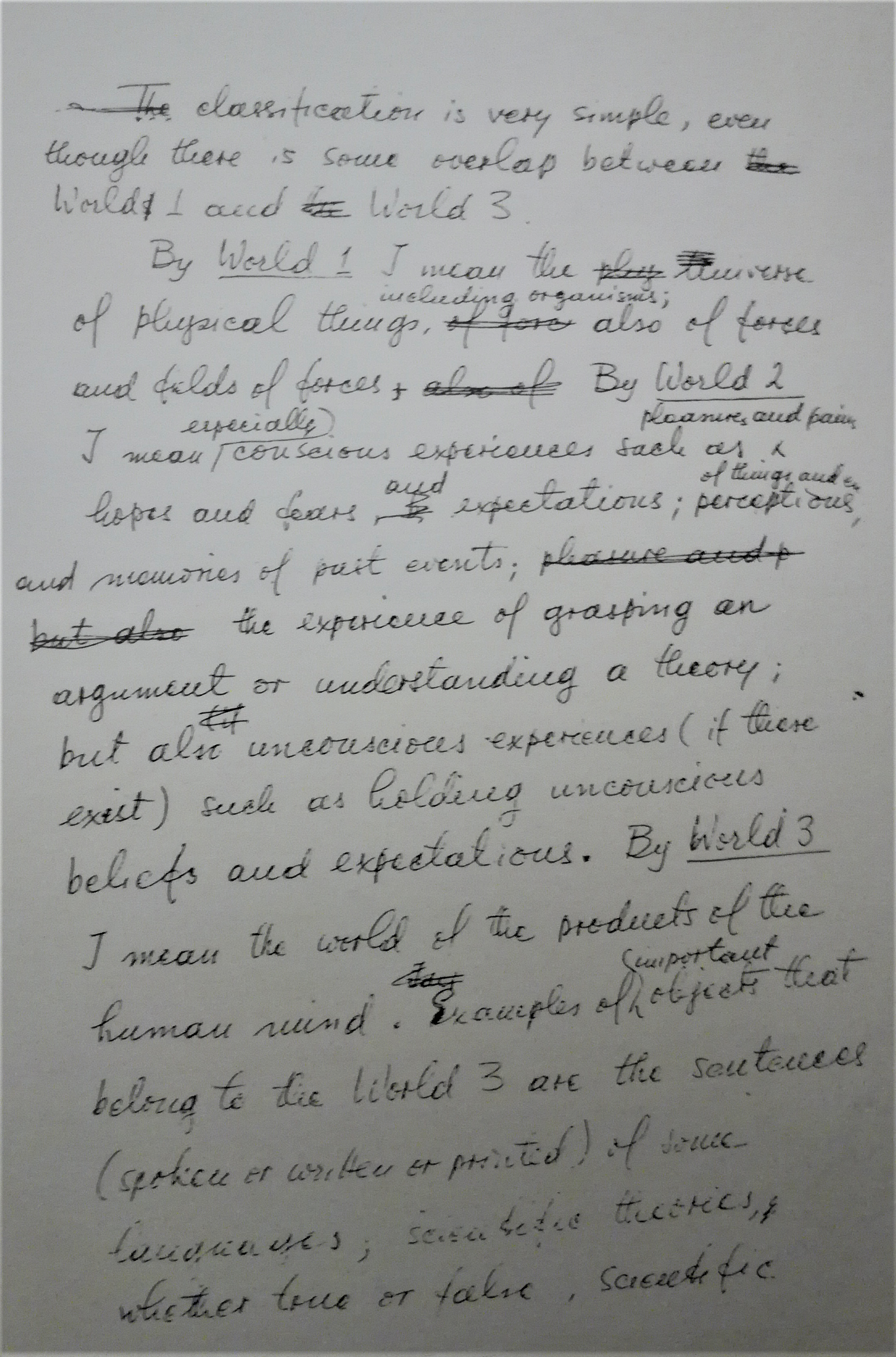
Grafia di Karl Popper in uno scritto del 1982

- Logica della scoperta scientifica [1934], Einaudi, Torino, 1970.
- Congetture e confutazioni. Lo sviluppo della conoscenza scientifica [1969] [1972], Il Mulino, Bologna, 2009.
- Miseria dello storicismo [1944-45], Editrice l'Industria, Milano, 1954; Altra traduzione a cura di Carlo Montaleone, introduzione di Salvatore Veca, Feltrinelli, Milano 2008 ISBN 978-88-07-81692-5.
- La società aperta e i suoi nemici [1945], 2 voll., Armando, Roma, 1973-74.
- Conoscenza oggettiva. Un punto di vista evoluzionistico [1972], Armando, Roma, 1975.
- La ricerca non ha fine. Autobiografia intellettuale [1974], Armando, Roma, 1974.
- L'io e il suo cervello [1977], con John Eccles, Armando, Roma, 1981.
- I due problemi fondamentali della teoria della conoscenza [1979], Il Saggiatore, Milano, 1987.
- Poscritto alla logica della scoperta scientifica [1981] [1984], Il Saggiatore, Milano, 2009 (3 volumi: Il realismo e lo scopo della scienza, L'universo aperto, La teoria dei quanti e lo scisma in fisica).
- Società aperta, universo aperto, Edizioni Borla, Roma, 1984.
- La scienza e la storia sul filo dei ricordi, Jaca Book, 1990.
- Verso una teoria evoluzionistica della conoscenza, Roma, Armando Editore, 1994, SBN RAV0244887.
- Tre saggi sulla mente umana [1987], Armando, Roma, 1994.
- Un universo di propensioni [1990], Armando, Roma, 1994.
- Il mito della cornice, Il Mulino, Bologna, 1995.
- La conoscenza e il problema corpo-mente [1994], Il Mulino, Bologna, 1996.
- Cattiva maestra televisione di Karl R. Popper e John Condry, Donzelli Editore, Roma 1996, per 'i libri di Reset', Milano 1996 ISBN 88-7989-259-2.
- Cattiva maestra televisione [1994], a cura di Giancarlo Bosetti, Marsilio, 'I libri di Reset', Venezia, 1ª ed. 2002, 9a ed, ISBN 978-88-317-7902-9.
- L'informazione violenta, Società aperta, Roma, 1996.
- Tutta la vita è risolvere problemi. Scritti sulla conoscenza, la storia e la politica, Rusconi, Milano, 1996.
- Come controllare chi comanda, Ideazione, 1996.
- Logica della ricerca e società aperta, La Scuola, 1997.
- Contro Hegel, Armando, Roma, 1997 (anteprima disponibile su books.google).
- Il gioco della scienza, Armando, Roma, 1997.
- La politica, la scienza e la società, Armando, Roma, 1997.
- La mia filosofia. Dizionario filosofico, Armando, Roma, 1997.
- Cercatori di Verità. Dieci interviste: 1970-1994, Armando, Roma, 1997.
- Come io vedo il Duemila. Sedici interviste: 1983-1994, Armando, Roma, 1998.
- Il pensiero essenziale. Brani scelti dall'autore come testamento spirituale, Armando, Roma, 1998.
- Il mondo di Parmenide. Saggi sull'illuminismo presocratico, Piemme, Casale Monferrato, 1998.[30]
- Scienza e filosofia [1969], Einaudi, Torino, 2000.
- Lo scopo della scienza, Armando, Roma, 2000.
- Le fonti della conoscenza e dell'ignoranza, Il Mulino, Bologna, 2000.
- La libertà è più importante della uguaglianza, Armando, Roma, 2000.
- Contro Marx, Armando, Roma, 2000.
- Contro Platone, Armando, Roma, 2001.
- La scienza ed i suoi nemici, Armando, Roma, 2001.
- Diritto di errore. Ventiquattro interviste (1970-1994), Armando, Roma, 2002.
- Il futuro è aperto, con Konrad Lorenz e Franz Kreuzer, Bompiani, Milano, 2002.
- Il razionalismo critico, Armando, Roma, 2002.
- Alla ricerca di un mondo migliore [1987], Armando, Roma, 2002.
- Rivoluzione o riforme? Vent'anni dopo, con Herbert Marcuse, Armando, Roma, 2002.
- La lezione di questo secolo, intervista sul '900 con Giancarlo Bosetti, Marsilio, Venezia, 1ª ed. 1992, 8ª ed. 2003 ISBN 88-317-6313-X.
- Nuvole e Orologi, Armando, Roma, 2005.
- Come io vedo la filosofia ed altri saggi, Armando, Roma, 2005.
- La logica delle scienze sociali ed altri saggi, Armando, Roma, 2005.
- La scienza, la filosofia ed il senso comune, Armando, Roma, 2005, ISBN 8883589947.
- Dopo la società aperta, Armando, Roma, 2009.

## Riconoscimenti
- Membro della Royal Society e della British Academy (Regno Unito)
- Membro dell'Académie Internationale de Philosophie des Sciences (Belgio)
- Socio straniero dell'Accademia Nazionale dei Lincei (Italia)